# Скупштина града Београда
Скупштина града Београда је представнички орган који врши основне функције локалне власти утврђене законом и Статутом града.
Скупштина има 110 одборника који се бирају на локалним изборима, на четири године.
Скупштина града састаје се по потреби, а најмање једном у три месеца.

## Председник Скупштине града Београда
Председник Скупштине града Београда организује рад Скупштине града, сазива седнице, предлаже дневни ред и председава седницама, стара се о остваривању јавности рада Скупштине града, потписује акте које је донела Скупштина града и врши и друге послове које му повери Скупштина града. Председника и заменика председника Скупштине града бира Скупштина из састава одборника, на четири године.
- председник Скупштине града Београда
- заменик председника Скупштине града Београда

## Секретар Скупштине града Београда
Секретар Скупштине града Београда се стара о обављању стручних послова у вези са сазивањем и одржавањем седница Скупштине и њених радних тела и руководи административним пословима везаним за њихов рад. Секретара Скупштине и заменика секретара поставља Скупштина, на предлог председника Скупштине града, на четири године.
- секретар Скупштине града Београда
- заменик секретара Скупштине града Београда

## Надлежности Скупштине града Београда
- доноси Статут града и одлучује о његовим променама;
- доноси одлуке и друге опште акте и даје аутентична тумачења тих одлука и општих аката;
- доноси програм развоја града и појединих делатности, регионални просторни план и урбанистичке планове;
- доноси буџет града и завршни рачун;
- оснива јавна предузећа, јавне службе и учествује у оснивању предузећа од интереса за град;
- одлучује о изградњи, одржавању и коришћењу улица, тргова и других јавних објеката од значаја за град;
- одлучује о задужењу града и о расписивању градског зајма, као и о пласирању средстава града;
- расписује градски референдум, одлучује о предлозима садржаним у грађанској иницијативи и утврђује предлог одлуке о самодоприносу;
- доноси основе заштите, коришћења и уређења пољопривредног земљишта и стара се о њиховом спровођењу;
- доноси годишњи програм о прибављању непокретности за потребе органа града и Градске управе, уз сагласност Владе Републике Србије;
- оснива Градску управу, службе и друге организације од интереса за град;
- бира и разрешава председника и заменика председника Скупштине града, председника и чланове радних тела Скупштине града;
- поставља и разрешава секретара и заменика секретара Скупштине града;
- на предлог градоначелника бира и разрешава Градско веће;
- именује и разрешава управни и надзорни одбор, поставља и разрешава директоре организација чији је оснивач и даје сагласност на њихове опште акте, у складу са законом;
- одлучује о додељивању звања почасног грађанина Београда, плакете Града Београда и других јавних признања;
- поставља и разрешава начелника и заменика начелника Градске управе, на предлог градоначелника;
- даје мишљење о законима којима се уређују питања од интереса за локалну самоуправу;
- покреће поступак за заштиту права локалне самоуправе пред Уставним судом;
- даје сагласност на употребу имена, грба и другог обележја града;
- одлучује о приступању у чланство организација градова у земљи и иностранству;
- доноси пословник о свом раду;
- обавља и друге послове у складу са законом и Статутом града.

## Радна тела
Чланове радних тела (савети и комисије) бира Скупштина, из састава одборника, на предлог одборничких група, а сразмерно броју одборника које имају у Скупштини града.

## Сазиви Скупштине
| Сазиви Скупштине града Београда | Сазиви Скупштине града Београда | Сазиви Скупштине града Београда | Сазиви Скупштине града Београда | Сазиви Скупштине града Београда | Сазиви Скупштине града Београда | Сазиви Скупштине града Београда                        | Сазиви Скупштине града Београда                                                     | Сазиви Скупштине града Београда |
| број                            | избори                          | почетак сазива                  | крај сазива                     | трајање сазива                  | председник/ци                   | власт                                                  | опозиција                                                                           | напомена                        |
| ------------------------------- | ------------------------------- | ------------------------------- | ------------------------------- | ------------------------------- | ------------------------------- | ------------------------------------------------------ | ----------------------------------------------------------------------------------- | ------------------------------- |
|                                 | 24. и 26.5.1963.                | 14. јун 1963.                   | 15. април 1965.                 | 1 година, 305 дана              | Милијан Неоричић                | СКЈ/СКС                                                | —                                                                                   |                                 |
|                                 | 1965.                           | 15. април 1965.                 | 11. мај 1967.                   | 2 године, 26 дана               | Бранко Пешић                    | СКЈ/СКС                                                | —                                                                                   |                                 |
|                                 | 1967.                           | 11. мај 1967.                   | 5. мај 1969.                    | 1 година, 359 дана              | Бранко Пешић                    | СКЈ/СКС                                                | —                                                                                   |                                 |
|                                 | 1969.                           | 5. мај 1969.                    | 29. април 1974.                 | 4 године, 359 дана              | Бранко Пешић                    | СКЈ/СКС                                                | —                                                                                   |                                 |
|                                 | 1974.                           | 29. април 1974.                 | 27. април 1978.                 | 3 године, 363 дана              | Живорад Ковачевић               | СКЈ/СКС                                                | —                                                                                   |                                 |
|                                 | 1978.                           | 27. април 1978.                 | 29. април 1982.                 | 4 године, 2 дана                | Живорад Ковачевић               | СКЈ/СКС                                                | —                                                                                   |                                 |
|                                 | 1982.                           | 29. април 1982.                 | 29. април 1986.                 | 4 године, 0 дана                | Богдан Богдановић               | СКЈ/СКС                                                | —                                                                                   |                                 |
|                                 | 1986.                           | 29. април 1986.                 | 4. децембар 1989.               | 4 године, 0 дана                | Александар Бакочевић            | СКЈ/СКС                                                | —                                                                                   |                                 |
|                                 | 10. и 12.11.1989.               | 4. децембар 1989.               | 2. јул 1992.                    | 2 године, 181 дан               | Милорад Унковић                 | СКС/СПС                                                | —                                                                                   |                                 |
|                                 | 31.5. и 14.6.1992.              | 2. јул 1992.                    | 4. фебруар 1993.                | 247 дана                        | Слободанка Груден               | СПС (106)                                              | СРС (3), група грађана (1)                                                          | [ г ]                           |
|                                 | 20.12.1992, 3. и 10.1.1993.     | 4. фебруар 1993.                | 21. фебруар 1997.               | 4 године, 17 дана               | Слободанка Груден               | СПС (37)                                               | ДЕПОС (22), СРС (11), ДС (9) и ГГ (1)                                               |                                 |
| Небојша Човић                   | 20.12.1992, 3. и 10.1.1993.     | 4. фебруар 1993.                | 21. фебруар 1997.               | 4 године, 17 дана               |                                 | СПС (37)                                               | ДЕПОС (22), СРС (11), ДС (9) и ГГ (1)                                               |                                 |
|                                 | 3.11. и 17.11.1996.             | 21. фебруар 1997.               | 5. октобар 2000.                | 3 године, 224 дана              | Зоран Ђинђић                    | Заједно (67)                                           | СПС—ЈУЛ (24), СРС (17) и ДСС (2)                                                    | [ д ]                           |
| Милан Божић в.д.                | 3.11. и 17.11.1996.             | 21. фебруар 1997.               | 5. октобар 2000.                | 3 године, 224 дана              | СПО (31), СПС—ЈУЛ (24)          | ДС (36), СРС (17), ДСС (2)                             |                                                                                     | [ д ]                           |
| Војислав Михаиловић             | 3.11. и 17.11.1996.             | 21. фебруар 1997.               | 5. октобар 2000.                | 3 године, 224 дана              | СПО (31), СПС—ЈУЛ (24)          | ДС (36), СРС (17), ДСС (2)                             |                                                                                     | [ д ]                           |
|                                 | 24.9.2000.                      | 5. октобар 2000.                | 26. новембар 2004.              | 4 године, 52 дана               | Милан Ст. Протић                | ДОС (104)                                              | СПС (5), СРС (1)                                                                    |                                 |
| Драган Јочић в.д.               | 24.9.2000.                      | 5. октобар 2000.                | 26. новембар 2004.              | 4 године, 52 дана               |                                 | ДОС (104)                                              | СПС (5), СРС (1)                                                                    |                                 |
| Радмила Хрустановић             | 24.9.2000.                      | 5. октобар 2000.                | 26. новембар 2004.              | 4 године, 52 дана               |                                 | ДОС (104)                                              | СПС (5), СРС (1)                                                                    |                                 |
|                                 | 3.10.2004                       | 26. новембар 2004               | 14. јул 2008.                   | 3 године, 231 дан               | Милорад Перовић                 | ДС (34), ДСС (13) и Г17 плус (5)                       | СРС (27), СПС (6) и ПСС (5)                                                         | [ ђ ]                           |
| Зоран Алимпић                   | 3.10.2004                       | 26. новембар 2004               | 14. јул 2008.                   | 3 године, 231 дан               |                                 | ДС (34), ДСС (13) и Г17 плус (5)                       | СРС (27), СПС (6) и ПСС (5)                                                         | [ ђ ]                           |
|                                 | 11.5.2008.                      | 14. јул 2008.                   | 12. јун 2012.                   | 3 године, 334 дана              | Бранислав Белић                 | За европски Београд (45), ЛДП (7) и СПС—ПУПС (6)       | СРС (40) и ДСС—НС (12)                                                              |                                 |
| Александар Антић                | 11.5.2008.                      | 14. јул 2008.                   | 12. јун 2012.                   | 3 године, 334 дана              |                                 | За европски Београд (45), ЛДП (7) и СПС—ПУПС (6)       | СРС (40) и ДСС—НС (12)                                                              |                                 |
|                                 | 6.5.2012.                       | 12. јун 2012.                   | 18. новембар 2013.              | 1 година, 159 дана              | Александар Антић                | Избор за бољи Београд (50), СПС—ПУПС—ЈС (13)           | Покренимо Београд (37) и ДСС (10)                                                   |                                 |
| Зоран Алимпић в.д.              | 6.5.2012.                       | 12. јун 2012.                   | 18. новембар 2013.              | 1 година, 159 дана              |                                 | Избор за бољи Београд (50), СПС—ПУПС—ЈС (13)           | Покренимо Београд (37) и ДСС (10)                                                   |                                 |
| 18. новембар 2013.              | 6.5.2012.                       | 23. април 2014.                 | 157 дана                        | Привремени орган града Београда | СНС, СПС, ДСС и ДС              | СНС, СПС, ДСС и ДС                                     |                                                                                     |                                 |
|                                 | 16.3.2014.                      | 23. април 2014.                 | 9. мај 2018.                    | 4 године, 16 дана               | Никола Никодијевић              | Будућност у коју верујемо (63), СПС—ЈС (10) и ПУПС (6) | ДС (21), ДСС (9) и самостални (1)                                                   |                                 |
|                                 | 4.3.2018.                       | 9. мај 2018.                    | 11. јун 2022.                   | 4 године, 33 дана               | Никола Никодијевић              | Зато што волимо Београд (64) и СПС—ЈС (8)              | Београд одлучује, људи побеђују! (26) и СПАС (12)                                   |                                 |
|                                 | 3.4.2022.                       | 11. јун 2022.                   | 30. октобар 2023.               | 1 година, 141 дан               | Никола Никодијевић              | Заједно можемо све (48), СПС—ЈС (8) и самостални (1)   | Уједињени за победу Београда (26), Морамо (13), НАДА (6), Заветници (4) и Двери (4) |                                 |
| 30. октобар 2023.               | 3.4.2022.                       | 21. јун 2024.                   | 235 дана                        | Привремени орган града Београда | СНС, СПС, ССП и ЗЛФ             | СНС, СПС, ССП и ЗЛФ                                    |                                                                                     |                                 |
|                                 | 17.12.2023; 2.6.2024.           | 21. јун 2024.                   | тренутни                        | 1 година, 40 дана               | Никола Никодијевић              | Београд сутра (64) и Руска странка (1)                 | Крени-промени (21), Бирам Београд (14), Ми — Снага народа (10)                      |                                 |